# Anthosactis epizoica
Anthosactis epizoica is een zeeanemonensoort uit de familie Actinostolidae.
Anthosactis epizoica is voor het eerst wetenschappelijk beschreven door Pax in 1922.